# リマト川
リマト川（独: 仏: 英: Limmat：ただし独のみ「リマート」と呼ぶ）は、スイスのチューリッヒ付近を流れる川である。

## 地理
チューリッヒ湖の北端から流出し、チューリッヒから北西方向に35kmほど流れた後にアールガウ州ブルックにおいて、ロイス川とほぼ同じ地点でライン川の支流アーレ川に注いでいる。
リマト川の名前は、河川改修まではチューリッヒ湖に注ぐ主な支流であったリント川とマーグ川に由来している。
主な支流としてはチューリッヒのシール川と、ディエティコンのレピッシュ川がある。
リマト川流域の町はチューリッヒのほかに、ディエティコン、ヴェッティンゲン、バーデン、といった小さな町が並ぶ。
他のスイスの川同様、積極的な水力発電が行われており、35kmの間に10もの水力発電所がある。

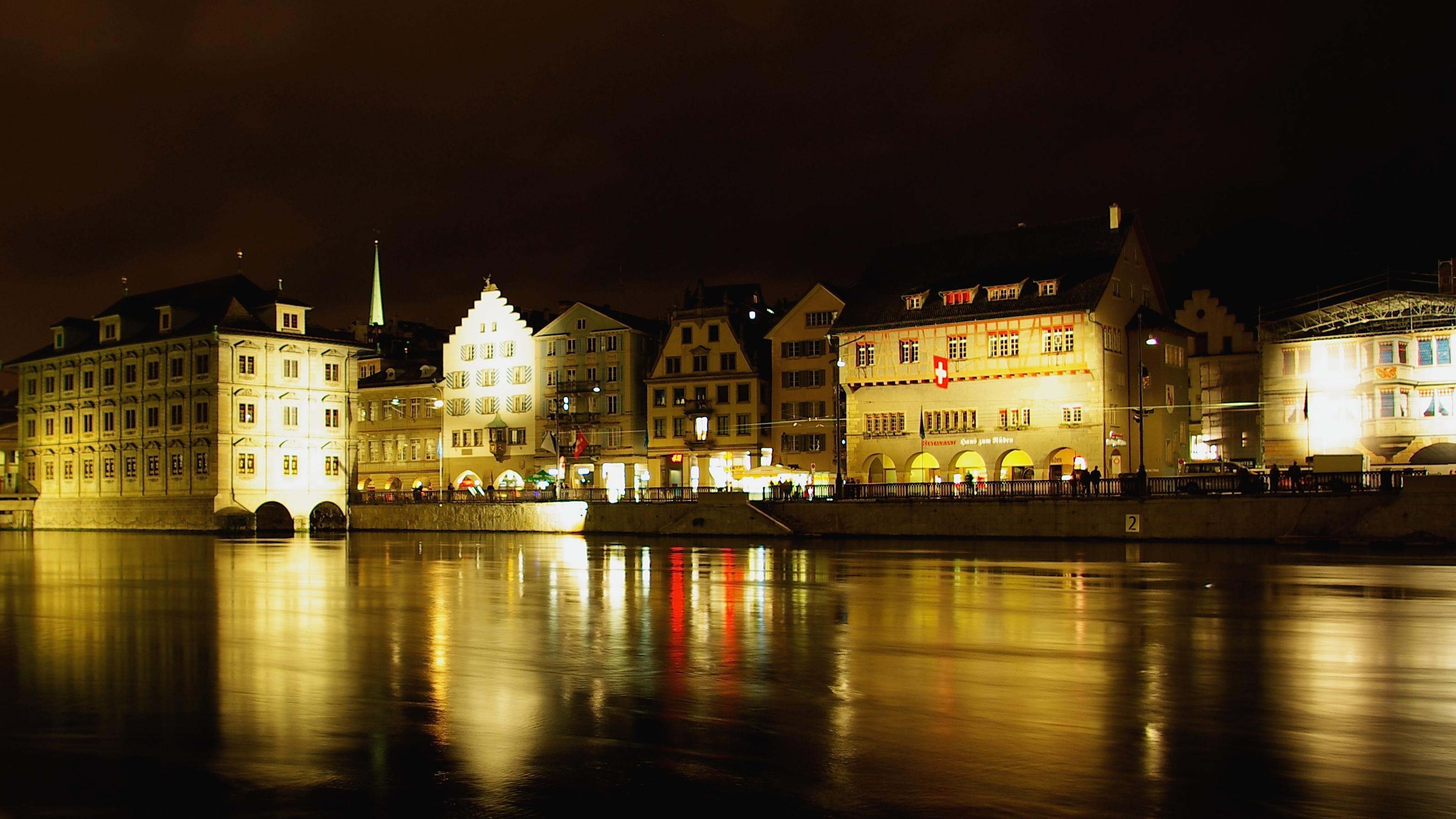
夜のリマト川